# Jazz modal
Le jazz modal est un genre musical de jazz ayant émergé à la fin des années 1950, et qui a exercé une certaine influence jusque dans les années 1970.

## Caractéristiques
Le jazz modal puise dans les idées des musiques orientales et exotiques : un morceau de jazz modal contient souvent trois ou quatre accords, rarement plus, d'où son nom (modal : qui s'apparente aux modes - types de gammes caractéristiques), ce qui permet à l'improvisateur une grande liberté d'expression et un jeu « out » (en dehors de la tonalité de référence) souvent très apprécié.
À l’affût de nouvelles pistes d'improvisation, quelques musiciens se sont aventurés au-delà des gammes classiques majeures et mineures. Ils s'inspirent des modes de la musique religieuse médiévale, qui utilisaient des intervalles altérés entre les tonalités habituelles, ou encore (et surtout) des modes dits « grecs » (ionien, dorien, phrygien, lydien, mixolydien, éolien, locrien), ce qui en fait la musique modale par opposition avec la musique tonale.
Avec d'autres compositeurs, Fauré, Debussy et Ravel sont à l’origine du passage progressif du tonal au modal, et Miles Davis comme Bill Evans ou John Coltrane apprécient particulièrement ces compositeurs et revendiquent leur influence[source insuffisante].

## Histoire

### Précurseurs
Plusieurs morceaux, même s'ils ne correspondent pas exactement à la définition du jazz modal, en possèdent quelques caractéristiques. On peut ainsi citer Jungle Blues de Jelly Roll Morton, enregistré en 1927, qui est un blues sur un seul accord, mais il est enregistré avant la fixation des canons du jazz. Les premières mesures de Caravan de Duke Ellington sont également construites sur un seul accord. On peut aussi citer Koko (1940) de Duke Ellington ou le pont de Bohemian After Dark (1955) d'Oscar Pettiford, qui utilise des modes indiens.
Plusieurs compositions de Django Reinhardt peuvent également annoncer le jazz modal. Appel indirect, enregistré le 14 juin 1938, construit sur une forme AABA. Chaque A reste sur un do septième, la section B présentant un ré  septième, chacun des accords étant abordé de façon mixolydienne. Cette structure, avec une progression d'un demi-ton, est la même que celle de So What. Les quatre premières mesures du pont de Douce ambiance (1943) sont jouées en la dorien. Flèche d'or est un morceau construit sur une structure inhabituelle, un AABBA, avec un seul accord sur la section A, un si mineur, et un seul autre accord pour la section B, un mi septième. Pour autant, le solo de Django n'est pas réellement modal, ne se fixant aucune gamme ou aucun mode, alternant jeu in et jeu out, et à certains moments frôlant même l'atonalisme. Par ailleurs, d'autres compositions de Django Reinhardt ne sont ni modales ni tonales : Diminushing (1947)— également publié en 1951 sous les titres Black Night et Diminushing in Blackness —, Impromptu (1951), Nuit de Saint-Germain-des-Prés (1951).

### Naissance réelle
On situe généralement les premières recherches autour du jazz modal à la fin des années 1950, avec Miles Davis et John Coltrane. Milestones (1958), enregistré sur l'album du même nom, est construit sur les modes dorien et éolien. Le morceau a d'ailleurs la même structure AABBA que Flèche d'or de Django Reinhardt. Pour autant, les disques de Django ayant peu circulé aux États-Unis, il est très peu probable que Miles Davis ait eu connaissance de cet enregistrement.
Mais c'est en 1959 qu'on trouve la première forme aboutie de jazz modal sur le disque Kind of Blue avec entre autres John Coltrane et le pianiste Bill Evans, qui apporte sa connaissance de la musique classique (Ravel, Debussy) à Miles. On trouve sur cet album le morceau So What, construit à partir de deux accords (16 mesures de ré mineur, 8 de mi  mineur, 8 de ré mineur). En 1960, John Coltrane enregistre My Favorite Things avec notamment le pianiste McCoy Tyner, musicien emblématique du jazz modal.
Le compositeur George Russell est l’un des premiers défricheurs du jazz modal, dès la fin des années 1940, et ensuite avec son ouvrage The Lydian Chromatic Concept of Tonal Organization For Improvisation, publié en 1959.
Le jazz modal, avec des thèmes écrits sur un ou deux accords, va se prolonger dans les années 1960-1970. Citons les longues improvisations méditatives de John Coltrane (y compris, dans une certaine mesure, dans sa « période free jazz »), McCoy Tyner, Herbie Hancock, Wayne Shorter, Pharoah Sanders, Don Ellis... Le jazz-rock, tel qu'on le retrouve sur Bitches Brew (1970) de Miles Davis, peut également être considéré comme une continuité du jazz modal.

## Citation
« La musique modale, c'est sept notes à partir de chaque gamme, chaque note. Une gamme par note, une mineure. Le compositeur-arrangeur George Russell avait coutume de dire qu'en musique modale le do se trouve où le fa devrait être. Que tout le piano commence à fa. Ce que j'avais appris, c'était que quand on jouait en modal on pouvait continuer à l'infini.
Inutile de se soucier des grilles ou des trucs comme ça. On peut tirer davantage de la ligne musicale. Quand on travaille de façon modale, le défi, c'est de voir quelle inventivité on peut avoir alors sur le plan mélodique. Ce n'est pas comme quand on s'appuie sur des accords, quand on sait, au bout de trente-deux mesures, que les accords sont terminés, qu'il n'y a rien d'autre à faire qu'à se répéter avec des variantes. Je m'écartais de ce système, j'allais vers des approches plus mélodiques et l'approche modale me semblait plus riche de possibilités. »

— Miles Davis avec Quincy Troupe, Miles. L'autobiographie p. 240-241, Infolio, (2007)